# Makoto Asahina
Makoto Asahina est un mangaka japonais spécialisé dans le hentai. Il s'exprime dans le genre lolicon.

## Œuvres
- Houkago Shoujo Shijou - 放課後少女市場